# マルトオリゴシルトレハロースシンターゼ
マルトオリゴシルトレハロースシンターゼ（Maltooligosyl trehalose synthase、マルトオリゴシルトレハロース合成酵素、MTSase）は、トレハロース生合成経路の第一段階で働く酵素で、マルトオリゴ糖(重合度3以上のα-1,4グルカン)の還元末端のα-1,4結合を主として分子内転移によりα,α-1,1結合に変化させる反応を触媒する酵素である。系統名は、(1→4)-α-D-glucan 1-α-D-glucosylmutase。EC 5.4.99.15。GH13ファミリー。

## 概要
重合度3以上のα-1,4グルカンに作用し、還元性末端のα-1,4グルコシド結合を分子内転移によりα,α-1,1結合に変換し、同じ重合度のグリコシルトレハロースを生成する。この反応は可逆的で、分子間転異反応はない。このグリコシルトレハロースにマルトオリゴシルトレハローストレハロヒドラーゼを作用させることで、効率良くトレハロースを生成することができる。Arthrobacter属、Brevibacterium属、Rizobium属、Sulfolobus属などの菌体内で、マルトオリゴシルトレハローストレハロヒドラーゼとともにみいだされている。